# Kazalište narodnog oslobođenja
Kazalište narodnog oslobođenja Jugoslavije predstavljalo je najznačajniju scensko-umjetničku instituciju Narodnooslobodilačkog pokreta.
Djelovalo je od 1. svibnja 1942. do 12. studenog 1944., izvodeći dramske i baletske kazališne predstave i prigodne priredbe za vojsku i za građanstvo na teritorijima pod kontrolom NOVJ-a. Ansambl su činili profesionalni glumci koji su s velikim entuzijazmom i pod teškim uvjetima stvarali kazalište, dijeleći ratne teškoće s vojskom.
Od svog osnutka do prestanka sa radom Kazalište je odigralo oko 900 predstava, prevalivši put dug preko 18 000 kilometara.

## Ratni put Kazališta
U organizaciji Mjesnog komiteta KPH za Zagreb od 22. travnja 1942., krajem travnja 1942. iz okupiranog Zagreba je na oslobođeni teritorij ilegalno prešla grupa kazališnih radnika - članova Hrvatskog narodnog kazališta.
Prve priredbe za narod i vojsku održane su 1. svibnja 1942. u Korenici, gdje je tada bilo sjedište Glavnog štaba NOV i PO Hrvatske, i u Donjem Lapcu. Zatim je pošla na prvu turneju po oslobođenom teritoriju Like, Korduna i Gorskog kotara. Poslije skoro pet mjeseci rada na teritoriju Hrvatske, prelazi u Bosnu. Na putovanju do Mliništa, gdje se nalazio Vrhovni štab, grupa je dala priredbe u Drvaru i u Glamoču, a potom u Mliništima. Poslije daje predstave u Livnu, Glamoču i u selima oko njega, u Mrkonjić-Gradu, Jajcu, Drvaru i ostalim mjestima. U čast konferencije Antifašističke fronte žena u Bosanskom Petrovcu, pripremila je i folklorni balet sa borbenim sadržajem (kasnije ga je izvela oko 150 puta).
U početku se repertoar Kazališta sastojao od jednočinki, recitatorskih i glazbenih programa. Do listopada 1942. grupa je popunjena novim članovima. To joj je omogućilo da bitno izmjeni svoj repertoar i da od jednočinki i šarenih programa prijeđe na cjelovečernje predstave. Ubrzo je pripremila Nušićevo Sumnjivo lice i Tolstojevu Ona je svemu kriva, a rad na Gogoljevom Revizoru prekinuo je početak operacije "Weiss". U studenom je grupa dobila službeni naziv — Kazalište narodnog oslobođenja Jugoslavije. U siječnju 1943. objavljen je i Statut Kazališta.
Tijekom osovinskih operacija u prvoj polovici 1943., tijekom bitaka na Neretvi i Sutjesci Kazalište je bilo u stalnom pokretu, dijeleći teškoće i oskudice s vojskom. Ipak, i tijekom ovog perioda ono je koristilo svaku priliku za pripremanje priredbi za borce i lokalno stanovništvo.
Poslije bitke na Sutjesci Kazalište je brojalo 17 članova: Mira i Vjekoslav Afrić, Ivka i Joža Rutić, Žorž Skrigin, Salko Repak, Milan Vujinović, Junus Međedović, Nikola Hercigonja, Braslav Borozan, Mira i Silvije Bombardelli, Mira Đerić, Anika Radošević, Miron Cesarec, Bata Urošević i Ljubo Božanović. Prvu priredbu dalo je u srpnju za ranjene borce u selu Vračevcu kod Seone u blizini Tuzle. Zatim je pošlo na turneju po istočnoj Bosni, a u rujnu se vratilo u Jajce, gdje je ostalo sve do siječnja 1944. godine. Tu su uvjeti za rad bili vrlo povoljni (zgrada s pozornicom, kulisama i drugim potrebama). U tom periodu postavljena su ili obnovljena brojna dramska djela: Cankarev Sluga Jernej i njegovo pravo, Kočićev Jazavac pred sudom, Gogoljev Revizor, Nušićev Narodni poslanik. Postavljen je na scenu i balet na Baranovićevu glazbu Licitarsko srce. Također je postavljen balet na Gershwinovu Rapsodiju u plavom, koji je doživio nekoliko stotina izvođenja. Priredbe su održavane i u okolnim mjestima.
Kada je tijekom Operacije Waldrausch u siječnju 1944. Jajce postalo poprište svakodnevnih borbi, Kazalište je bilo prisiljeno napustiti ga. Od ansambla i osoblja formirane su tri grupe. Jedna je pošla na Kozaru, druga u Drvar, a treća je ostala sa 6. ličkom divizijom u okolini Jajca. U ožujku sve tri grupe ponovo objedinjene na zajedničkim projektima u Bosanskom Petrovcu. Tijekom ovog perioda postavljene su na scenu Nušićeva Protekcija, Kir Janja Jovana Sterije Popovića i Klopčičeva Mati.
Poslije desanta na Drvar, jedan dio ansambla prebačen je avionom u Italiju, a drugi odlazi u Dalmaciju, gdje ostaje kraće vrijeme u 8. korpusu, pa zatim prelazi na Vis. Na Visu je premijerno izvedena Najezda Leonida Leonova. U rujnu Kazalište je odradilo turneju po Italiji, dajući priredbe za partizanske ranjenike koji su se nalazili na liječenju u savezničkim vojnim bolnicama i za savezničke postrojbe. 1. studenoga 1944. Kazalište je stiglo u oslobođeni Beograd. Tu je završilo svoj ratni put dajući 12. studenog posljednju priredbu pod dotadašnjim imenom.

## Djelatnost i značaj Kazališta
Jugoslavija je prije Drugog svjetskog rata bila zaostala zemlja u kojoj su kulturni tokovi i civilizacijska dostignuća bili nedostupni znatnoj većini stanovništva. Narodnooslobodilački pokret se svojom propagandom obraćao ovim zanemarenim slojevima, obećavajući opću emancipaciju i civilizacijski napredak za sve.
U toj propagandi Kazalište je odigralo značajnu ulogu demonstrirajući novi model kulturno-umjetničke djelatnosti. Ono je predstavljalo reprezentativnu kulturnu instituciju. Na taj način je Narodnooslobodilački pokret borcima u postrojbama i građanstvu demonstrirao svoj kulturni nivo i civilizatorsku opredijeljenost.
Kazalište nije bilo usamljen primjer - sve postrojbe NOVJ-a u rangu brigade pa naviše imale su svoje kulturne i scenske sekcije. Kazalište je bilo najreprezentativniji i kadrovski najjači scenski ansambl, pa su njegovi članovi sudjelovali u brojnim tečajevima gdje su kao predavači prenosili znanja na kulturne organizatore.
Kazalište je izdavalo i svoj list pod nazivom Naše kazalište. U travnju 1943. izašao je prvi broj, a do kraja djelovanja izašla su ukupno tri broja.